# 薮内正幸
薮内 正幸（やぶうち まさゆき、1940年〈昭和15年〉5月23日 - 2000年〈平成12年〉6月18日）は、日本の動物画家、絵本作家。

## 概要
絵の技術は独学だが動物学者の今泉吉典の元で標本画の基礎を習得。「僕は毛描き」と言うほど鳥や動物の羽毛や毛の一本一本まで丹念に描くため、図鑑の挿絵は精緻でありながら親しみ深く暖かい。描いた絵は1万点を超える。サントリーによる「愛鳥キャンペーン」の新聞広告で1973年（昭和48年）度朝日広告賞第2部グランプリ、1983年『コウモリ』で第30回サンケイ児童出版文化賞、1989年（平成元年）『日本の恐竜』が第9回吉村証子記念日本科学読物賞、1992年『野鳥の図鑑』で国際児童図書評議会(IBBY)オナーリスト賞受賞。

## 生涯
鳥や動物を愛し、それらを精魂込めて描き続けた。私生活では、快活で冗談好き、気さくな人柄のため、友人たちから親しみを込めて「ヤブさん」と呼ばれた。鳥や動物たちの生きる場としての環境保護にも深い関心を持っていた。

### 上京まで
1940年、大阪府港区に生まれる。大阪学芸大学附属天王寺小学校（現・大阪教育大学附属天王寺小学校）、大阪市立天王寺中学校を経て、1959年大阪府立夕陽丘高等学校を卒業。
小学生のころから鳥や動物を見たり描いたりするのが好きで、動物園に行くと目当ての動物の前に行ってはいつまでもずっと見続けていたという。小学3年生当時に動物学者の高島春雄と手紙のやり取りを始め、のち今泉吉典、鷹匠の丹羽有得らとも文通するようになる。高校3年の時には、大正から昭和にかけて活躍した小林重三の鳥類画に感動し、『鳥類原色大図説』にある小林のワシタカ類の挿絵をすっかり模写するまでになった。
このころ、福音館書店の編集長松居直は「世界で最も詳しい動物図鑑」の刊行を企画し、挿絵の描き手を探していた。松居に相談を受けた今泉がまだ高校生の薮内から届いたはがきのイラストを見せて推薦。松居は大阪に赴き薮内を説得、薮内は迷ったものの、己の好きな道をゆくべしと恩師に諭されて、高校を卒業後上京。動物画の描き手として福音館書店に入社し、動物画家としての勉強を開始する。

### 福音館書店時代

#### 動物図鑑
1959年、薮内は福音館書店に入社し松居宅に下宿した。当時の福音館書店は小さな会社で、同僚に今江祥智や水口健などがいて、仕事場である編集部は千代田区水道橋の木造民家の2階で、1956年に創刊された月刊絵本こどものともや月刊誌『母の友』、絵本、児童書などの編集が進行していた。その傍らで薮内の動物画修行は始まった。国立科学博物館の今泉吉典のもとに通って指導を受けながら動物の骨格や剥製のデッサンを繰り返して動物の骨格や筋肉の動きを学び、動物図鑑の標本画を描く力をつけていく。国立科学博物館と上野動物園に通う日々が続いた。1年の地道な努力の末、薮内は動物図鑑の挿絵画家としての技量を習得していた。1960年に今泉が著した『原色日本哺乳類図鑑』（宮本孝 画、保育社）では歯や耳介の凸版画を描いている。1962年には鯨類学者西脇昌治が著し薮内が挿絵を描いた『鯨類・鰭脚類』が脱稿上梓。小原秀雄、今泉吉典による『世界哺乳類図説〈食虫目・皮翼目〉』と『世界哺乳類図説〈単孔目・有袋目〉』も脱稿。
しかし1964年、福音館書店の「世界哺乳類図説」は企画半ばで中止となる。当時まだ小さな出版社だった福音館書店は、絵本出版に全力を注ぐべきであり、網羅的な動物図鑑という大事業にさく余力はないという経営判断によるものだった。松居はすでに脱稿していた部分については稿料を払った上で執筆者に原稿をゆだねた。
動物図鑑のために描かれた薮内の挿絵はしばらく日の目を見なかったが、やがて『鯨類・鰭脚類』が東京大学出版会から1965年9月に出版される。1966年には、動物学者小原秀雄、今泉吉典による『世界哺乳類図説』の〈食虫目・皮翼目〉編と〈単孔目・有袋目〉編が新思潮社から出版される。
また1979年に、これらの延長上に企画された鹿間時夫著『古脊椎動物図鑑』も薮内の挿絵で出版される。

#### 絵本と挿し絵
1964年、上京の目的だった図鑑挿絵の仕事がなくなってとまどい落胆する薮内に、松居はソビエト連邦（現・ロシア連邦）の動物文学者ビアンキの作品「小ねずみピーク」と「くちばし」を示して絵本制作を勧める。
1965年10月、初めての絵本『くちばし』がこどものとも115号として配本される。さまざまな形のくちばしをもつ鳥たちが精確かつ生き生きとえがかれた作品となった。松居はこの絵本を「処女作とは思えぬ重厚な作品」「新しい特筆すべき動物絵本作家の登場」と高く評価する。
1966年11月、福音館の幼児絵本『どうぶつのおやこ』（薮内画）が出版される。「子どもがはじめてであう絵本」として、背景を省略し余白を生かして動物たちの姿を明確にイメージ化した「ほんものを感じさせることができる絵」であり、そのころ主流であったおもちゃのような動物絵本とは一線を画するものであった。
1969年4月、松居は子どものための新しい科学の絵本として「かがくのとも」を企画し、その創刊号に、科学的かつ子どもの好奇心を誘う力を持つ絵が描ける画家として薮内を起用し、彼の挿絵による『しっぽのはたらき』（川田健文、今泉吉典監修）を配本する。
1970年の西脇昌治著『くじら』（福音館の科学の本）では、科学の絵本としての精確さを持ちながら「劇的な物語性のある画面」を作ることに成功している。薮内も会員であった日本哺乳動物学会の会誌「哺乳動物学雑誌」によれば，同じく会員であった西脇昌治の所属が1965年に東京大学海洋研究所に変更されている。
1970年、斎藤惇夫の児童文学「ガンバの冒険」シリーズ第一作『グリックの冒険』（斎藤惇夫 作、浜書店）の挿絵を描く。斉藤は「動物を誤りなく正確に、しかも生き生きと躍動的に、さらに物語の担い手としての表情も描くことのできる画家」と薮内を評し、さらに薮内から八丈島のイタチの由来や絶滅に瀕しているニホンカワウソの話を聞いたことが、のちの『冒険者たち』や『ガンバとカワウソの冒険』を生むきっかけになったと回想する。

#### 私生活
1965年3月、福音館書店での同僚、互井幸枝と結婚し北多摩郡国立町（現在の国立市）に住む。この地で今江祥智、田島征三と親しく付き合う。1969年9月、長男竜太が誕生。1971年、福音館書店から独立し、フリーの動物画家となる。

### 独立後
サントリーは日本鳥類保護連盟の協力を得て「サントリー愛鳥キャンペーン」を1973年5月に開始した。毎月1回、新聞紙面を大きく使った野鳥イラストの新聞広告を通して環境保護を訴えるのである。薮内はサントリーからこのキャンペーンのためにイラストを描くよう依頼を受けて、このキャンペーンの挿絵やポスターをすべて担当することになる。自社製品を出さずに鳥と環境の保護を訴える広告は、当時としては画期的なもので、愛鳥キャンペーンの第1回新聞広告は1973年度朝日広告賞第2部グランプリを受賞する  。以後、このキャンペーンは1985年（昭和60年）5月まで13年間にわたって続くことになる。
1973年から1980年にかけて『日本の野鳥』シリーズ全6巻が福音館書店から刊行される。このシリーズは監修を頼んだ日本野鳥の会の高野伸二、担当編集者と共に、北海道、長野、伊良湖岬など野鳥の姿を追って各地を取材旅行して作成され、図鑑として正確で分かり易く、かつ絵本としても画集としても美しく楽しい作品となっている。
1975年1月、記念切手「自然保護シリーズ」「アホウドリ」が薮内のイラストで発行される。1975年3月、山階鳥類研究所がレッド・データ・ブックに報告している日本のデータをまとめて日本語版として刊行した『この鳥を守ろう それが人の生命を守る』（山階鳥類研究所 編 1975年）でも鳥のイラストを描く。
1977年から1991年にかけて出版された『世界の生物 分類と飼育1～10 II』（東京動物園協会発行）で挿絵を担当。
1977年、福音館書店から2-3歳児向けの年少版こどものともが創刊される。この年12月号に小森厚 の文と薮内の挿絵で『どうぶつのおかあさん』が通巻第9号として配本される。
1983年『コウモリ―地下実験室からの報告』（庫本正著 薮内正幸画 福音館書店）が第30回サンケイ児童出版文化賞を受賞。
1985年、吉祥寺東町にアトリエを構える。
1989年（平成元年）、福音館のかがくの本『日本の恐竜』 (長谷川善和著、薮内正幸画）が第9回吉村証子記念日本科学読物賞を受賞。
1992年『野鳥の図鑑―にわやこうえんの鳥からうみの鳥まで』(福音館の科学シリーズ 1991年)（「日本の野鳥〈全6巻〉」をまとめた改訂増補版）で国際児童図書評議会(IBBY)オナーリスト賞（Part 2: Illustration）を受賞。
鳥類図鑑以外にも、岩崎書店の「絵本図鑑シリーズ」で、1991年に『野や山にすむ動物たち―日本の哺乳類』、1994年に『海にすむ動物たち―日本の哺乳類 II』を作成。カラー挿絵と白黒の図を駆使した美しく分かり易い図鑑となっている。
このころの薮内は、絵図鑑に挿絵を描く傍ら、赤ちゃんのための動物絵本をしばしば作成している。薮内の赤ちゃんむけの絵本はしばしばブックスタート事業用の絵本に選ばれている。
1994年には、兵庫県豊岡市で開かれたコウノトリ復活のための国際シンポジウムのポスターに挿絵を提供している第一回の『コウノトリ未来・国際かいぎ 報告書』の表紙にも薮内の筆によるコウノトリが大きく描かれているほか、豊岡市民会館の西側壁面のレリーフも薮内のイラストをもとに作成された。
2000年6月18日、食道がんで死去。60歳だった。
2004年6月18日、薮内正幸美術館が開館。
2006年3月、薮内最初の絵本『くちばし』（1965年）が改訳の上、表紙、見開きを差し替えて『くちばしーどれが一番りっぱ？』として再刊される。

## 主な仕事・作品
図鑑・事典
- 『鯨類・鰭脚類』西脇 昌治、薮内 正幸 東京大学出版会 1965年
- 『世界哺乳類図説〈食虫目・皮翼目〉』小原 秀雄、今泉 吉典、薮内 正幸 新思潮社 1966年
- 『世界哺乳類図説〈単孔目・有袋目〉』小原 秀雄、今泉 吉典、薮内 正幸 新思潮社 1966年
- 『古脊椎動物図鑑』鹿間 時夫、薮内 正幸 朝倉書店 1979年1月 ISBN 978-4254162226
- 『世界の動物 分類と飼育』全10巻11冊 東京動物園協会 1977-1991年[33][34]
- Mark A. Brazil "The Birds of Japan" (1991) Christopher Helm, London. ISBN 1560980303 の挿

絵本図鑑

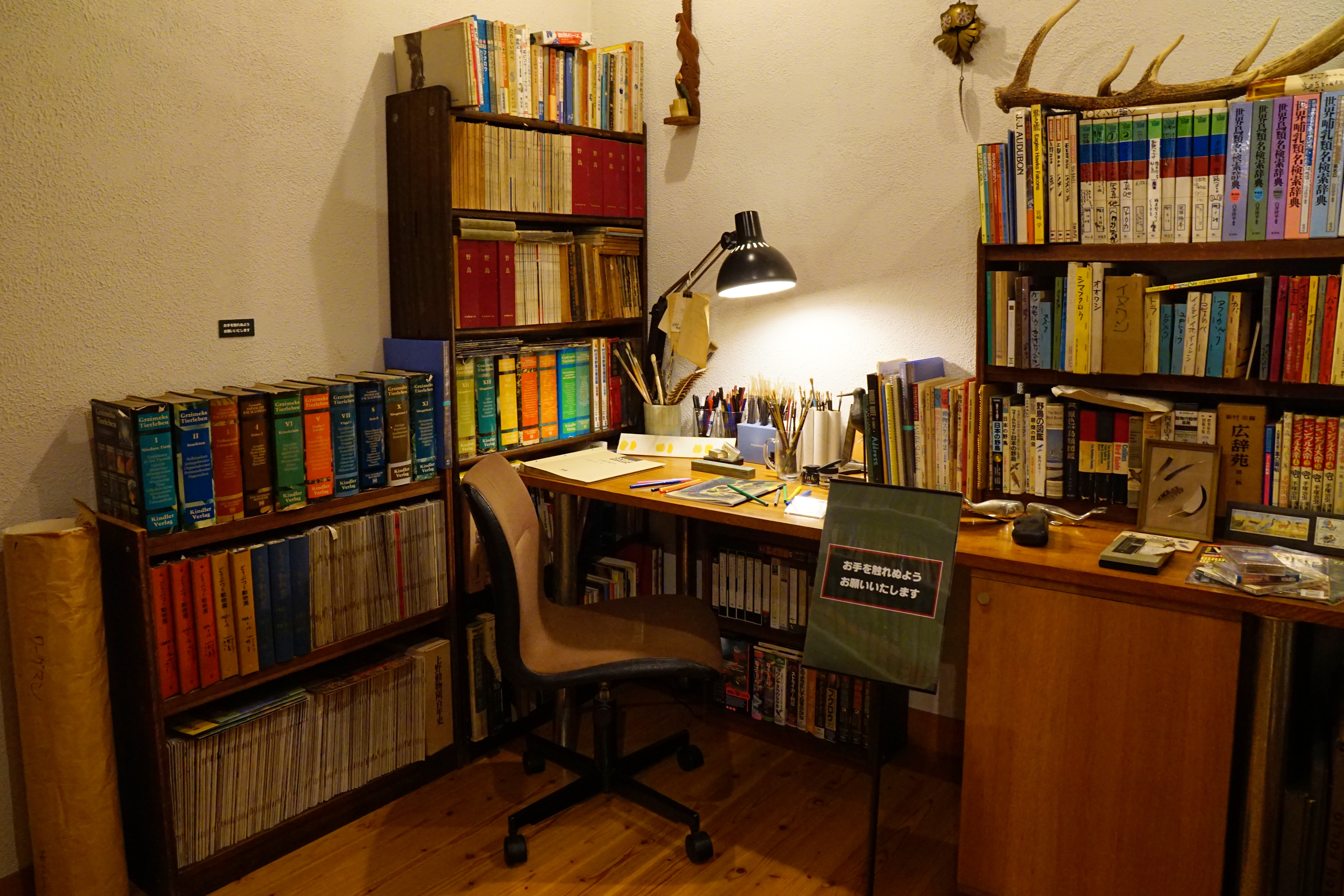
書斎風景（薮内正幸美術館における再現展示）

- 『日本の野鳥』全6巻 福音館書店 1973-1980年
  - 『にわやこうえんにくるとり』 (福音館のかがくのほん―日本の野鳥 1) 1973年10月
  - 『そうげんのとり』 (日本の野鳥 2) 1974年10月
  - 『やまのとり 1 』(日本の野鳥 3) 1976年1月
  - 『やまのとり 2 』(日本の野鳥 4) 1978年3月
  - 『かわやぬまのとり』 (日本の野鳥 5) 1979年11月
  - 『うみのとり』 (日本の野鳥 6) 1980年6月
    - のち『日本の野鳥』〈全6巻〉を1冊に改訂増補し、『野鳥の図鑑―にわやこうえんの鳥からうみの鳥まで』(福音館の科学シリーズ) として出版し、国際児童図書評議会(IBBY)オナーリスト賞を受賞。薮内正幸 文・絵 福音館書店 1991年6月 ISBN 978-4834007060
- 『日本の恐竜』 (福音館のかがくの本) 長谷川善和著、薮内正幸イラスト 福音館書店 1988年11月 ISBN 978-4834008173
- 『野や山にすむ動物たち―日本の哺乳類』 (絵本図鑑シリーズ) 薮内 正幸 岩崎書店 1991年4月 ISBN 978-4265029150
- 『海にすむ動物たち―日本の哺乳類 II』 (絵本図鑑シリーズ) 薮内 正幸 岩崎書店 1994年10月 ISBN 978-4265029105

絵本
- 『くちばし』（こどものとも 115号）ビアンキ文、田中かな子 訳、薮内正幸 絵 福音館書店 1965年10月
  - 『くちばし どれが一番りっぱ？』（新装版）ビアンキ 文、田中友子 改訳、薮内正幸 絵、福音館書店 初版2006年03月25日、ISBN 978-4-8340-2188-2
- 『どうぶつのおやこ』福音館の幼児絵本 薮内正幸 絵、福音館書店 初版1966年11月01日、ISBN 978-4-8340-0074-0
- 『しっぽのはたらき』（かがくのとも1969年創刊号） 川田健 文 薮内正幸 絵 今泉吉典 監修。のちかがくのとも傑作集―どきどきしぜんとして単行本化：福音館書店 初版1972年03月01日、ISBN 978-4-8340-0315-4。
- 『くじら』（福音館の科学の本）西脇昌治著 福音館書店 1970年
- 『どうぶつのおかあさん』 こどものとも年少版1977年12月号（通巻第9号）小森厚 文 薮内正幸 絵。のち「福音館の幼児絵本」として単行本 福音館書店 1981年10月20日、ISBN 978-4-8340-0851-7
- 「薮内正幸のどうぶつ絵本」全4巻、装丁は辻村益朗。
  - 『なにのこどもかな』薮内正幸のどうぶつ絵本 薮内正幸 文・絵、福音館書店 1987年03月25日、ISBN 978-4-8340-0144-0 （初出1981.2. 福音館のペーパーバック絵本）
  - 『どうやってねるのかな』薮内正幸のどうぶつ絵本 薮内正幸 文・絵、福音館書店 1987年03月25日、ISBN 978-4-8340-0152-5 （初出1981.10. 福音館のペーパーバック絵本）
  - 『どうやってみをまもるのかな』薮内正幸のどうぶつ絵本 薮内正幸 文・絵、福音館書店 1987年03月25日、ISBN 978-4-8340-0155-6
  - 『なにのあしあとかな』薮内正幸のどうぶつ絵本 薮内 正幸 福音館書店 1987年3月25日 ISBN 978-4834001549 （初出1983.6. 福音館のペーパーバック絵本）
- 『クイズ どうぶつの手と足』 (みるずかん・かんじるずかん―金の本) 河合 雅雄 文、薮内 正幸 画 (大型本 - 1987/10)
- 『もう おきるかな?』（こどものとも0.1.2.1996年4月号）まつのまさこ文、やぶうちまさゆき絵。のち単行本化、福音館書店 1998年06月10日、ISBN 978-4-8340-1535-5
- 『ここよ ここよ』こどものとも0.1.2.1999年4月号 かんざわとしこ 文。のち「0.1.2.えほん」として単行本化、2003年1月25日

挿絵
- ガンバの冒険シリーズ
  - 『グリックの冒険』斎藤惇夫 作,薮内正幸 画 牧書店 (新少年少女教養文庫 ; 27)1970年
  - 『冒険者たち : ガンバと十五匹の仲間』斎藤惇夫 作,薮内正幸 絵  1972年
  - 『ガンバとカワウソの冒険』斎藤惇夫 作,薮内正幸 画 岩波書店 1983年
- 『ことばをおぼえたチンパンジー』たくさんのふしぎ1985年12月号 松沢哲郎 文、薮内正幸 絵 福音館書店。のち たくさんのふしぎ傑作集として単行本化 福音館書店 1989年2月15日 ISBN 978-4834006537
- 『青いイルカの島』 (ジュニア・ライブラリー) スコット・オデル著、薮内正幸イラスト、藤原英司翻訳 理論社 1966年
- 『この鳥を守ろう それが人の生命を守る』山階鳥類研究所 編 1975年
- 国松俊英の著書の挿絵
  - 『野鳥はともだち―ぼくの野鳥ノートから』(童心社・小学生ブックス) 国松俊英（文） 薮内正幸（絵） 童心社 1987年12月
- 『宮沢賢治 鳥の世界』 国松俊英（文） 薮内正幸（絵） 小学館 1996年4月][36]
  - 『鳥の観察図鑑―どこでなにをたべているのかな』 (絵本図鑑シリーズ) 国松俊英（文） 薮内正幸（絵）岩崎書店 1998年2月、ISBN 978-4265029181
- 「広辞苑」第5版 岩波書店
- 『平凡社大百科事典』1985年版、1973年版、2007年改訂新版などの図版作成者欄に「藪内正幸」の名前あり
- 「サントリー愛鳥キャンペーン」新聞広告、ポスターなど
- 『世界一の動物画家が描いた家ネコと野生ネコの図鑑』薮内正幸（絵） 今泉忠明（監修）宝島社　2022年[37]

ペン画集
- 『野鳥の四季―ペン画集』講談社 1982年5月

## 薮内正幸美術館
薮内正幸美術館は薮内正幸の原画を所蔵・展示する専門美術館。冬季は休館する。
薮内が2000年（平成12年）に死去した後、岩崎書店で薮内の編集担当だった飯野寿雄が原画の散逸を懸念して、美術館建設を遺族や関係者に呼び掛けて薮内の原画を所蔵・展示する薮内正幸美術館を企画。山梨県北杜市白州町のサントリー白州蒸溜所の隣に町有地を借りうけて建設開始し、2004年に開館にこぎつけた。初代館長は飯野寿雄。のち夫人の薮内幸枝が館長を務め、2006年に夫人が死去した後、長男藪内竜太が館長に就任した。美術館玄関の看板は、薮内正幸と親交の深かった田島征三の筆である。

### 利用方法
- 開館時間10:00～17:00（入館は16:00まで）休館日水曜日（祝日の場合は開館）
- アクセス
  - 最寄駅：JR小淵沢駅 車で10分
  - バス：JR韮崎駅前バス停より山梨交通バス「下教来石」行きに乗車。(運行本数 5〜7本／日)「松原下」バス停にて下車(所要時間:約37分)、美術館まで徒歩10分。帰りは「松原下」バス停より「韮崎営業所」行きに乗車。